# Zimbabwe na Zimowych Igrzyskach Olimpijskich 2014
Zimbabwe na Zimowych Igrzyskach Olimpijskich 2014 – kadra sportowców reprezentujących Zimbabwe na igrzyskach w 2014 roku w Soczi. Kadra liczyła 1 sportowca. Był to debiut tego kraju na zimowych igrzyskach olimpijskich.

## Skład reprezentacji

### Narciarstwo alpejskie

#### Mężczyźni
| Zawodnik   | Konkurencja   | Czas 1. przejazdu         | Czas 2. przejazdu         | Czas łączny               | Pozycje                   |
| ---------- | ------------- | ------------------------- | ------------------------- | ------------------------- | ------------------------- |
| Luke Steyn | Slalom gigant | 1:32,20                   | 1:34,35                   | 3:06,55                   | 57.                       |
| Luke Steyn | Slalom        | Nie ukończył 1. przejazdu | Nie ukończył 1. przejazdu | Nie ukończył 1. przejazdu | Nie ukończył 1. przejazdu |